# Hermann Schüler
Hermann Schüler (* 24. Juli 1894 in Posen; † 5. Juli 1964 in Göttingen) war ein deutscher Experimentalphysiker.
Schüler hatte bei Friedrich Paschen in Tübingen promoviert, dessen Assistent er 1920 bis 1924 und dessen Schwiegersohn er war. Er war seit 1924 Mitarbeiter (Observator) von Erwin Freundlich in der Sternwarte Potsdam-Babelsberg und machte sich auch Hoffnungen, Nachfolger von Freundlich am Sonneninstitut im Einsteinturm zu werden, das wurde aber dann Paul ten Bruggencate. Seit 1926 war er in Berlin habilitiert und hielt als außerordentlicher (nicht verbeamteter) Professor auch Vorlesungen in Berlin.
Schüler hatte die Hohlkathode seines Lehrers Paschen als Lichtquelle für Präzisionsbeobachtungen in der Atomphysik weiterentwickelt (unter anderem durch Kühlung mit flüssiger Luft, 1928). Er war in Deutschland einer der Pioniere in der Bestimmung der magnetischen Momente der Kerne aus Hyperfeinstruktur-Beobachtungen. Er arbeitete dabei mit Hartmut Kallmann vom Kaiser-Wilhelm-Institut für physikalische Chemie und Elektrochemie in Berlin zusammen. 1931 bestimmte er das Kernmoment von Thallium und im selben Jahr fand er mit seinem britischen Schüler Keystone eine Isotopieverschiebung im
Thallium-Spektrum. Darüber trug er auch an der ETH Zürich 1931 in Gegenwart von Wolfgang Pauli (der sich mit der Theorie befasst hatte) vor.
In systematischen Untersuchungen der Atomspektren mit Theodor Schmidt in Potsdam zeigte er die Existenz von elektrischen Kern-Quadrupolmomenten, ein Hinweis auf die Deformation der Kerne durch kollektive Bewegungen.
1937 ging er an die Kaiser-Wilhelm-Gesellschaft in Berlin, wo sein Gehalt wie schon an der Sternwarte in Potsdam (auf Initiative von Carl Bosch) von der I.G. Farben bezahlt wurde. Ab 1950 war er wissenschaftliches Mitglied und Leiter der Forschungsstelle für Spektroskopie der Max-Planck-Gesellschaft.

## Familie
Er war mit Emma Henriette Paschen (1897–1975) verheiratet.